# 亨利七世 (羅伊斯-科斯特利茨)
亨利七世（德語：Heinrich VII.，1825年7月14日—1906年5月2日），德意志帝國外交官。

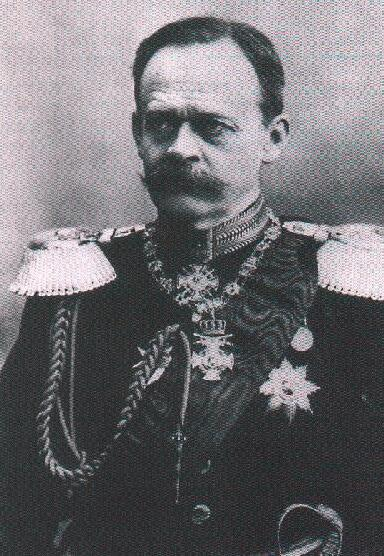

他是羅伊斯-科斯特利茨中支伯爵亨利六十三世的第三子。1871年，德皇威廉一世任命他為德意志帝國第一位大使。

## 家庭
1876年，亨利與薩克森-魏瑪-艾森納赫大公卡爾·亞歷山大的女兒瑪麗·亞歷山德琳結婚，兩人共有3子2女：
1. 亨利三十二世（英语：Prince Heinrich XXXII Reuss of Köstritz）（1878年—1935年）
2. 亨利三十三世（英语：Prince Heinrich XXXIII Reuss of Köstritz）（1879年—1942年）
3. 約翰娜（1882年—1883年），夭折
4. 索菲·蕾奈特（英语：Sophie Renate Reuss of Köstritz）（1884年—1968年）
5. 亨利三十五世（1887年—1936年）